# Inna
Elena Alexandra Apostoleanu (16. listopada 1986.), poznatija kao Inna, je dance pjevačica iz Mangalije, Rumunjska.

## Karijera
Svoj debitantski album Hot objavila je 2009. godine. Album je producirala rumunjska grupa Play & Win. Najavni singl albuma, istoimena pjesma "Hot", dosegla je broj jedan na glazbenim ljestvicama u Rumunjskoj, Moldovi, Bugarskoj, Libanonu, Malti, Poljskoj, Španjolskoj, Turskoj, Rusiji, Mađarskoj, Grčkoj i Ukrajini. Sljedeći singl "Love" u prvom tjednu je dospio na broj 16 ljestvice Fresh Top 40 rumunjske radio postaje Kiss FM. Treći singl "Déjà Vu", nastao u suradnji s Bobom Taylorom (a.k.a. Fizz), bio je veliki hit u Rumunjskoj, Moldovi, Bugarskoj, Rusiji, Nizozemskoj i Mađarskoj. Ostali uspješni singlovi s albuma su "Amazing", "I Need You For Christmas" ,"10 Minutes" "In Your Eyes" (u suradnji s Yandelom) te "Be my Lover". S Alexandrom Stan i Daddyem Yankeeom je još snimila pjesmu "We Wanna",a s Pittbullom Good Time.
Tijekom 2009. godine Inna je postigla najveće postignuće u svojoj karijeri kada je njen singl "Hot" dospio na prvo mjesto najuglednije glazbene ljestvice Billboard Hot Dance Airplay.

## Diskografija

### Albumi
- Hot (2009.)
- I Am the Club Rocker (2011.)
- Party Never Ends (2013.)
- Inna (2015.)
- Nirvana (2017.)
- Yo (2019.)
- Heartbreaker (2020)

### Singlovi
- 2009.: "Hot"
- 2009.: "Love"
- 2009.: "Déjà Vu"
- 2010.: "Amazing"
- 2010.: "I Need You For Christmas"
- 2010.: "10 Minutes"
- 2011.: "Sun is Up"
- 2011.: "Un Momento" (duet s Juanom Maganom)
- 2011.: "Club rocker"
- 2012.: "INNdiA" (duet s Play & Win)
- 2012.: "J'Adore"
- 2013.: "We Like To Party"
- 2014.: "Cola Song"
- 2014.: "Diggy Down"
- 2016.: "Rendez Vous"
- 2017.: "Gimme Gimme"
- 2017.: "Ruleta"
- 2017.: "Nirvana"

## Nagrade
U Poljskoj je 2010. godine primila nominacije za nagradu Eska Awards za izvođača godine (koju je i osvojila) i najbolji singl.

## Vanjske poveznice
- Službena stranica  Arhivirana inačica izvorne stranice od 6. listopada 2021. (Wayback Machine)
- Inna na YouTube-u
- Inna na Facebook-u
- Inna na MySpace-u
- Inna na Twitter-u
- Inna na Ultra Records-u